# Glossosphecia romanovi
Glossosphecia romanovi is een vlinder uit de familie wespvlinders (Sesiidae), onderfamilie Sesiinae.
Glossosphecia romanovi is voor het eerst wetenschappelijk beschreven door Leech in 1889. De soort komt voor in het Palearctisch gebied.